# Церковь Успения Пресвятой Богородицы (Рожново)
Церковь Успения Пресвятой Богородицы — храм Русской православной церкви в деревне Рожново Московской области.
Адрес: Московская область, Зарайский район, село Рожново.
До Октябрьской революции года село Рожново относилось к Рязанской губернии, ныне оно входит в Московскую область.

## История
Успенская церковь в селе Рожново упоминается в окладных книгах 1676 года. Близ Рожнова находилось село Болванниково с церковью Преображения Господня с причтом и приходом. Когда в 1789 году церковь сгорела, её причт был упразднен, а приход присоединен к селу Рожнову. На месте этой церкви на средства и усердием помещицы Екатерины Афанасьевны Язвицевой, а также титулярного советника Ивана Яковлевича Любавского, была сооружена новая церковь. Разрешение на её построение в 1797 году выдал епископ Коломенский и Тульский Афанасий. Освящение нового деревянного храма из дуба состоялось 28 сентября 1803 года. Он имел трапезную и колокольню. В состав прихода, кроме села Рожново, входили: деревня Саблина, сельцо Требово, сельцо Логвеново, сельцо Ивашково, деревня Латыгорь, сельцо Лобково и сельцо Давыдово.
В 1876 году в Рожнове была заложена новая каменная церковь, построенная в 1884 году. Имела она колокольню и трапезную с приделом Преображения Господня. С 1888 года в при храме работала церковно-приходская школа.
Храм в селе Рожново пережил Октябрьскую революцию, но был закрыт в 1930-х годах во времена советского гонения на церковь. После закрытия храма в 1932 году, в его здании располагался зерносклад. Церковь была возвращена верующим в 1994 году, после распада СССР. Началось её восстановление. Регулярные богослужения в храме совершаются с 7 сентября 2003 года. В 2009 году были окончены работы по ремонту фасадов и кровли колокольни, к престольному празднику на звоннице установили семь новых колоколов.
Приписными к Успенскому храму являются деревянная церковь «Всех скорбящих Радость» в селе Макеево и Иверская часовня в селе Саблино. Настоятель — протоиерей Михаил Сокрутов.
Церковь Успения Пресвятой Богородицы является памятником архитектуры регионального значения.